# 李失活
李失活（7世纪？—718年），是契丹大贺氏首领，唐朝松漠都督府都督，窟哥的孙子，李尽忠的堂弟。
孙万荣死后，契丹一直依附突厥。开元二年（714年，一作开元三年或四年），李失活因默啜衰落，率部落与颉利发伊健啜归附唐朝，唐玄宗赐丹书铁券。开元四年（716年），他和奚族首领李大酺一起到长安参见唐玄宗。唐玄宗下诏复置松漠府，以李失活为都督，封松漠郡王，授行左金吾卫大将军、松漠都督府都督。仍以松漠府置静析军，以李失活为经略大使，所统八部的酋长都加授为刺史。又命将军薛泰为押蕃落使，督军镇抚。开元五年（717年）十一月，赴长安（今陕西西安），朝见唐玄宗，玄宗以东平王李续（唐太宗第十子纪王李慎的长子）外孙杨元嗣的女儿为永乐公主，嫁给了李失活。李失活是第一个迎娶唐朝公主的契丹首领，永乐公主是第一个嫁给契丹的唐朝公主。开元六年（718年）正月，李失活北返。五月，逝世，唐玄宗亲为之举哀，赠特进，遣使吊祭，以其堂弟中郎将李娑固袭封。